# Списак победника Отвореног првенства САД у тенису — жене појединачно
Отворено првенство Сједињених Америчких Држава (енгл. United States Open-U.S. Open) је четврти и последњи тениски гренд слем турнир у сезони. Одржава се сваке године крајем августа и почетком септембра у периоду од две недеље (недеља пре и недеља после празника рада у Њујорку, САД (енгл. Labor Day weekend)). Главни турнири се играју у пет категорија: жене појединачно и паровима, мушкарци појединачно и паровима и мешовити парови.
И поред дуге традиције Отвореног првенства САД у тенису који се одржава од 1887, тек се од 1968. године такмиче и професионалци, од када настаје тзв. „Опен ера“.
Ово је преглед победница женског турнира у појединачној конкуренцији, са њиховим противницама и резултатом финалног меча.

## Шампионат САД
| Година | Земља            | Победница             | Земља            | Финалисткиња         | Резултат                |
| ------ | ---------------- | --------------------- | ---------------- | -------------------- | ----------------------- |
| 1887   | Сједињене Државе | Елен Хансел           | Сједињене Државе | Лаура Најт           | 6–1, 6–0                |
| 1888   | Сједињене Државе | Берта Таузенд         | Сједињене Државе | Елен Хансел          | 6–3, 6–5                |
| 1889   | Сједињене Државе | Берта Таузенд (2)     | Сједињене Државе | Лида Ворхес          | 7–5, 6–2                |
| 1890   | Сједињене Државе | Елен Росвелт          | Сједињене Државе | Берта Таузенд        | 6–2, 6–2                |
| 1891   | Ирска            | Мабел Кејхил          | Сједињене Државе | Елен Росвелт         | 6–4, 6–1, 4–6, 6–3      |
| 1892   | Ирска            | Мабел Кејхил (2)      | Сједињене Државе | Елизабет Мур         | 5–7, 6–3, 6–4, 4–6, 6–2 |
| 1893   | Сједињене Државе | Алин Тери             | Сједињене Државе | Аугуста Шулц         | 6–1, 6–3                |
| 1894   | Сједињене Државе | Хелен Хелвиг          | Сједињене Државе | Алин Тери            | 7–5, 3–6, 6–0, 3–6, 6–3 |
| 1895   | Сједињене Државе | Хулијета Аткинсон     | Сједињене Државе | Хелен Хелвиг         | 6–4, 6–2, 6–1           |
| 1896   | Сједињене Државе | Елизабет Мур          | Сједињене Државе | Хулијета Аткинсон    | 6–4, 4–6, 6–2, 6–2      |
| 1897   | Сједињене Државе | Хулијета Аткинсон     | Сједињене Државе | Елизабет Мур (2)     | 6–3, 6–3, 4–6, 3–6, 6–3 |
| 1898   | Сједињене Државе | Хулијета Аткинсон (3) | Сједињене Државе | Мерион Џонс          | 6–3, 5–7, 6–4, 2–6, 7–5 |
| 1899   | Сједињене Државе | Мерион Џонс           | Сједињене Државе | Мод Бенкс            | 6–1, 6–1, 7–5           |
| 1900   | Сједињене Државе | Миртл Макатир         | Сједињене Државе | Едит Паркер          | 6–2, 6–2, 6–0           |
| 1901   | Сједињене Државе | Елизабет Мур (2)      | Сједињене Државе | Миртл Макатир        | 6–4, 3–6, 7–5, 2–6, 6–2 |
| 1902   | Сједињене Државе | Мерион Џонс (2)       | Сједињене Државе | Елизабет Мур         | 6–1, 1–0, предаја       |
| 1903   | Сједињене Државе | Елизабет Мур (3)      | Сједињене Државе | Мерион Џонс          | 7–5, 8–6                |
| 1904   | Сједињене Државе | Меј Сатон             | Сједињене Државе | Елизабет Мур         | 6–1, 6–2                |
| 1905   | Сједињене Државе | Елизабет Мур (4)      | Сједињене Државе | Хелен Хоманс         | 6–4, 5–7, 6–1           |
| 1906   | Сједињене Државе | Хелен Хоманс          | Сједињене Државе | Мод Бергер           | 6–4, 6–3                |
| 1907   | Сједињене Државе | Евелин Сирс           | Сједињене Државе | Кери Нили            | 6–3, 6–2                |
| 1908   | Сједињене Државе | Мод Бергер            | Сједињене Државе | Евелин Сирс          | 6–3, 1–6, 6–3           |
| 1909   | Сједињене Државе | Хезел Хочкинс         | Сједињене Државе | Мод Бергер           | 6–0, 6–1                |
| 1910   | Сједињене Државе | Хезел Хочкинс (2)     | Сједињене Државе | Луиз Хамонд          | 6–4, 6–2                |
| 1911   | Сједињене Државе | Хезел Хочкинс (3)     | Сједињене Државе | Флоренс Сатон        | 8–10, 6–1, 9–7          |
| 1912   | Сједињене Државе | Мери Браун            | Сједињене Државе | Елизабет Мур         | 6–4, 6–2                |
| 1913   | Сједињене Државе | Мери Браун (2)        | Сједињене Државе | Дороти Грин          | 6–2, 7–5                |
| 1914   | Сједињене Државе | Мери Браун (3)        | Сједињене Државе | Мери Вагнер          | 6–2, 1–6, 6–1           |
| 1915   | Норвешка         | Мола Малори           | Сједињене Државе | Хезел Хочкинс        | 4–6, 6–2, 6–0           |
| 1916   | Норвешка         | Мола Малори (2)       | Сједињене Државе | Луиз Хамонд          | 6–0, 6–1                |
| 1917   | Норвешка         | Мола Малори (3)       | Сједињене Државе | Марион Варденхоф     | 4–6, 6–0, 6–2           |
| 1918   | Норвешка         | Мола Малори (4)       | Сједињене Државе | Елеонор Гос          | 6–4, 6–3                |
| 1919   | Сједињене Државе | Хезел Хочкинс (4)     | Сједињене Државе | Марион Зиндерштејн   | 6–1, 6–2                |
| 1920   | Сједињене Државе | Мола Малори (5)       | Сједињене Државе | Марион Зиндерштејн   | 6–3, 6–1                |
| 1921   | Сједињене Државе | Мола Малори (6)       | Сједињене Државе | Мери Браун           | 4–6, 6–4, 6–2           |
| 1922   | Сједињене Државе | Мола Малори (7)       | Сједињене Државе | Хелен Вилс           | 6–3, 6–1                |
| 1923   | Сједињене Државе | Хелен Вилс            | Сједињене Државе | Мола Малори          | 6–2, 6–1                |
| 1924   | Сједињене Државе | Хелен Вилс (2)        | Сједињене Државе | Мола Малори          | 6–1, 6–3                |
| 1925   | Сједињене Државе | Хелен Вилс (3)        | Велика Британија | Кетлин Мекејн        | 3–6, 6–0, 6–2           |
| 1926   | Сједињене Државе | Мола Малори (8)       | Сједињене Државе | Елизабет Рајан       | 4–6, 6–4, 9–7           |
| 1927   | Сједињене Државе | Хелен Вилс (4)        | Велика Британија | Бети Нутал           | 6–1, 6–4                |
| 1928   | Сједињене Државе | Хелен Вилс (5)        | Сједињене Државе | Хелен Јакобс         | 6–2, 6–1                |
| 1929   | Сједињене Државе | Хелен Вилс (6)        | Велика Британија | Фиби Холкрофт        | 6–4, 6–2                |
| 1930   | Велика Британија | Бети Нутал            | Сједињене Државе | Ана Харпер           | 6–1, 6–4                |
| 1931   | Сједињене Државе | Хелен Вилс (7)        | Велика Британија | Ејлин Бенет          | 6–4, 6–1                |
| 1932   | Сједињене Државе | Хелен Јакобс          | Сједињене Државе | Каролин Бабкок       | 6–2, 6–2                |
| 1933   | Сједињене Државе | Хелен Јакобс (2)      | Сједињене Државе | Хелен Вилс           | 8–6, 3–6, 3–0, предаја  |
| 1934   | Сједињене Државе | Хелен Јакобс (3)      | Сједињене Државе | Сара Кук             | 6–1, 6–4                |
| 1935   | Сједињене Државе | Хелен Јакобс (4)      | Сједињене Државе | Сара Кук             | 6–2, 6–4                |
| 1936   | Сједињене Државе | Алис Марбл            | Сједињене Државе | Хелен Јакобс         | 4–6, 6–3, 6–2           |
| 1937   | Чиле             | Анита Лизана          | Пољска           | Јадвига Једржејовска | 6–4, 6–2                |
| 1938   | Сједињене Државе | Алис Марбл (2)        | Аустралија       | Ненси Болтон         | 6–0, 6–3                |
| 1939   | Сједињене Државе | Алис Марбл (3)        | Сједињене Државе | Хелен Јакобс         | 6–0, 8–10, 6–4          |
| 1940   | Сједињене Државе | Алис Марбл (4)        | Сједињене Државе | Хелен Јакобс         | 6–2, 6–3                |
| 1941   | Сједињене Државе | Сара Кук              | Сједињене Државе | Паулина Бец          | 7–5, 6–2                |
| 1942   | Сједињене Државе | Паулина Бец           | Сједињене Државе | Луиз Брог            | 4–6, 6–1, 6–4           |
| 1943   | Сједињене Државе | Паулина Бец (2)       | Сједињене Државе | Луиз Брог            | 6–3, 5–7, 6–3           |
| 1944   | Сједињене Државе | Паулина Бец (3)       | Сједињене Државе | Маргарет Озборн      | 6–3, 8–6                |
| 1945   | Сједињене Државе | Сара Кук (2)          | Сједињене Државе | Паулина Бец          | 3–6, 8–6, 6–4           |
| 1946   | Сједињене Државе | Паулина Бец (4)       | Сједињене Државе | Дорис Харт           | 11–9, 6–3               |
| 1947   | Сједињене Државе | Луиз Брог             | Сједињене Државе | Маргарет Озборн      | 8–6, 4–6, 6–1           |
| 1948   | Сједињене Државе | Маргарет Озборн       | Сједињене Државе | Луиз Брог            | 4–6, 6–4, 15–13         |
| 1949   | Сједињене Државе | Маргарет Озборн (2)   | Сједињене Државе | Дорис Харт           | 6–3, 6–1                |
| 1950   | Сједињене Државе | Маргарет Озборн (3)   | Сједињене Државе | Дорис Харт           | 6–4, 6–3                |
| 1951   | Сједињене Државе | Морин Коноли          | Сједињене Државе | Ширли Ирвин          | 6–3, 1–6, 6–4           |
| 1952   | Сједињене Државе | Морин Коноли (2)      | Сједињене Државе | Дорис Харт           | 6–3, 7–5                |
| 1953   | Сједињене Државе | Морин Коноли (3)      | Сједињене Државе | Дорис Харт           | 6–2, 6–4                |
| 1954   | Сједињене Државе | Дорис Харт            | Сједињене Државе | Луиз Брог            | 6–8, 6–1, 8–6           |
| 1955   | Сједињене Државе | Дорис Харт (2)        | Велика Британија | Патрисија Ворд       | 6–4, 6–2                |
| 1956   | Сједињене Државе | Ширли Ирвин           | Сједињене Државе | Алтеа Гибсон         | 6–3, 6–4                |
| 1957   | Сједињене Државе | Алтеа Гибсон          | Сједињене Државе | Луиз Брог            | 6–3, 6–2                |
| 1958   | Сједињене Државе | Алтеа Гибсон (2)      | Сједињене Државе | Дарлен Хард          | 3–6, 6–1, 6–2           |
| 1959   | Бразил           | Марија Буено          | Велика Британија | Кристина Труман      | 6–1, 6–4                |
| 1960   | Сједињене Државе | Дарлен Хард           | Бразил           | Марија Буено         | 6–4, 10–12, 6–4         |
| 1961   | Сједињене Државе | Дарлен Хард (2)       | Велика Британија | Ен Хејдон Џоунс      | 6–3, 6–4                |
| 1962   | Аустралија       | Маргарет Корт         | Сједињене Државе | Дарлен Хард          | 9–7, 6–4                |
| 1963   | Бразил           | Марија Буено (2)      | Аустралија       | Маргарет Корт        | 7–5, 6–4                |
| 1964   | Бразил           | Марија Буено (3)      | Сједињене Државе | Керол Колдвел        | 6–1, 6–0                |
| 1965   | Аустралија       | Маргарет Корт (2)     | Сједињене Државе | Били Џин Кинг        | 8–6, 7–5                |
| 1966   | Бразил           | Марија Буено (4)      | Сједињене Државе | Ненси Ричи           | 6–3, 6–1                |
| 1967   | Сједињене Државе | Били Џин Кинг         | Велика Британија | Ен Хејдон Џоунс      | 11–9, 6–4               |

## Опен ера
| Година   | Место          | Награда $ | Подлога | Победница           | Финалисткиња        | Резултат            |
| 1968     | Форест Хилс    |           | Трава   | Вирџинија Вејд      | Били Џин Кинг       | 6-4, 6-2            |
| 1969     | Форест Хилс    |           | Трава   | Маргарет Смит Корт  | Ненси Ричи Гантер   | 6-2, 6-2            |
| 1970     | Форест Хилс    |           | Трава   | Маргарет Смит Корт  | Рози Казалс         | 6-2, 2-6, 6-1       |
| 1/09/71  | Форест Хилс    | 80.000    | Трава   | Били Џин Кинг       | Рози Казалс         | 6-4, 7-6(5-2)       |
| 28/08/72 | Форест Хилс    | 80.000    | Трава   | Били Џин Кинг       | Кери Рид            | 6-3, 7-5            |
| 27/08/73 | Форест Хилс    | 113.600   | Трава   | Маргарет Смит Корт  | Ивон Гулагонг Коли  | 7-6(5-2), 5-7, 6-2  |
| 26/08/74 | Форест Хилс    |           | Трава   | Били Џин Кинг       | Ивон Гулагонг Коли  | 3-6, 6-3, 7-5       |
| 25/08/75 | Форест Хилс    | 309.000   | Шљака   | Крис Еверт          | Ивон Гулагонг Коли  | 5-7, 6-4, 6-2       |
| 30/08/76 | Форест Хилс    | 309.000   | Шљака   | Крис Еверт          | Ивон Гулагонг Коли  | 6-3, 6-0            |
| 29/08/77 | Форест Хилс    | 250.000   | Шљака   | Крис Еверт          | Венди Тернбул       | 7-6(3), 6-2         |
| 28/08/78 | Флашинг Медоуз | 260.000   | Тврда   | Крис Еверт          | Пем Шрајвер         | 7-5, 6-4            |
| 27/08/79 | Флашинг Медоуз | 300.000   | Тврда   | Трејси Остин        | Крис Еверт          | 6-4, 6-3            |
| 25/08/80 | Флашинг Медоуз | 350.000   | Тврда   | Крис Еверт          | Хана Мандликова     | 5-7, 6-1, 6-1       |
| 31/08/81 | Флашинг Медоуз | 400.000   | Тврда   | Трејси Остин        | Мартина Навратилова | 1-6, 7-6(4), 7-6(1) |
| 30/08/82 | Флашинг Медоуз | 632.000   | Тврда   | Крис Еверт          | Хана Мандликова     | 6-3, 6-1            |
| 29/08/83 | Флашинг Медоуз | 850.000   | Тврда   | Мартина Навратилова | Крис Еверт          | 6-1, 6-3            |
| 27/08/84 | Флашинг Медоуз | 1.100.000 | Тврда   | Мартина Навратилова | Крис Еверт          | 4-6, 6-4, 6-4       |
| 26/08/85 | Флашинг Медоуз | 1.250.000 | Тврда   | Хана Мандликова     | Мартина Навратилова | 7-6, 1-6, 7-6       |
| 25/08/86 | Флашинг Медоуз | 1.400.000 | Тврда   | Мартина Навратилова | Хелена Сукова       | 6-3, 6-2            |
| 31/08/87 | Флашинг Медоуз | 1.757.978 | Тврда   | Мартина Навратилова | Штефи Граф          | 7-6(4), 6-1         |
| 29/08/88 | Флашинг Медоуз | 1.937.333 | Тврда   | Штефи Граф          | Габријела Сабатини  | 6-3, 3-6, 6-1       |
| 28/08/89 | Флашинг Медоуз | 2.138.000 | Тврда   | Штефи Граф          | Мартина Навратилова | 3-6, 7-5, 6-1       |
| 27/08/90 | Флашинг Медоуз | 2.707.250 | Тврда   | Габријела Сабатини  | Штефи Граф          | 6-2, 7-6(4)         |
| 26/08/91 | Флашинг Медоуз | 2.700.000 | Тврда   | Моника Селеш        | Мартина Навратилова | 7-6(1), 6-1         |
| 31/08/92 | Флашинг Медоуз | 3.734.850 | Тврда   | Моника Селеш        | Аранча Санчез       | 6-3, 6-3            |
| 30/08/93 | Флашинг Медоуз | 3.967.250 | Тврда   | Штефи Граф          | Хелена Сукова       | 6-3, 6-3            |
| 29/08/94 | Флашинг Медоуз | 3.900.000 | Тврда   | Аранча Санчез       | Штефи Граф          | 1-6, 7-6(3), 6-4    |
| 28/08/95 | Флашинг Медоуз | 4.900.000 | Тврда   | Штефи Граф          | Моника Селеш        | 7-6(6), 0-6, 6-3    |
| 26/08/96 | Флашинг Медоуз | 4.624.000 | Тврда   | Штефи Граф          | Моника Селеш        | 7-5, 6-4            |
| 25/08/97 | Флашинг Медоуз | 4.976.000 | Тврда   | Мартина Хингис      | Винус Вилијамс      | 6-0, 6-4            |
| 31/08/98 | Флашинг Медоуз | 6.012.000 | Тврда   | Линдси Давенпорт    | Мартина Хингис      | 6-3, 7-5            |
| 30/08/99 | Флашинг Медоуз | 7.251.500 | Тврда   | Серена Вилијамс     | Мартина Хингис      | 6-3, 7-6 (4)        |
| 28/08/00 | Флашинг Медоуз | 4.385.000 | Тврда   | Винус Вилијамс      | Линдси Давенпорт    | 6-4, 7-5            |
| 27/08/01 | Флашинг Медоуз | 6.628.000 | Тврда   | Винус Вилијамс      | Серена Вилијамс     | 6-2, 6-4            |
| 26/08/02 | Флашинг Медоуз | 7.129.000 | Тврда   | Серена Вилијамс     | Винус Вилијамс      | 6-4, 6-3            |
| 25/08/03 | Флашинг Медоуз | 7.586.000 | Тврда   | Жистин Енен         | Ким Клајстерс       | 7-5, 6-1            |
| 30/08/04 | Флашинг Медоуз | 7.017.780 | Тврда   | Светлана Кузњецова  | Јелена Дементјева   | 6-3, 7-5            |
| 29/08/05 | Флашинг Медоуз | 7.147.042 | Тврда   | Ким Клајстерс       | Мери Пирс           | 6-3, 6-1            |
| 29/08/06 | Флашинг Медоуз | 8.332.000 | Тврда   | Марија Шарапова     | Жистин Енен         | 6-4, 6-4            |
| 27/08/07 | Флашинг Медоуз | 9098000   | Тврда   | Жистин Енен         | Светлана Кузњецова  | 6-1, 6-3            |
| 2008     | Флашинг Медоуз |           | Тврда   | Серена Вилијамс (3) | Јелена Јанковић     | 6-4, 7-5            |
| 2009     | Флашинг Медоуз |           | Тврда   | Ким Клајстерс       | Каролина Возњацки   | 7–5, 6–3            |
| 2010     | Флашинг Медоуз |           | Тврда   | Ким Клајстерс       | Вера Звонарева      | 6–2, 6–1            |
| 2011     | Флашинг Медоуз |           | Тврда   | Саманта Стосур      | Серена Вилијамс     | 6–2, 6–3            |
| 2012     | Флашинг Медоуз |           | Тврда   | Серена Вилијамс (4) | Викторија Азаренка  | 6–2, 2–6, 7–5       |
| 2013     | Флашинг Медоуз |           | Тврда   | Серена Вилијамс (5) | Викторија Азаренка  | 7–5, 6–7(8), 6–1    |
| 2014     | Флашинг Медоуз |           | Тврда   | Серена Вилијамс (6) | Каролина Возњацки   | 6–3, 6–3            |
| 2015     | Флашинг Медоуз |           | Тврда   | Флавија Пенета      | Роберта Винчи       | 7–6(4), 6–2         |
| 2016     | Флашинг Медоуз |           | Тврда   | Анџелик Кербер      | Каролина Плишкова   | 6–3, 4–6, 6–4       |
| 2017     | Флашинг Медоуз |           | Тврда   | Слоун Стивенс       | Медисон Киз         | 6–3, 6–0            |
| 2018     | Флашинг Медоуз |           | Тврда   | Наоми Осака         | Серена Вилијамс     | 6–2, 6–4            |
| 2019     | Флашинг Медоуз |           | Тврда   | Бјанка Андреску     | Серена Вилијамс     | 6–3, 7–5            |
| 2020     | Флашинг Медоуз |           | Тврда   | Наоми Осака         | Викторија Азаренка  | 1–6, 6–3, 6–3       |
| 2021     | Флашинг Медоуз |           | Тврда   | Ема Радукану        | Лејла Фернандез     | 6–4, 6–3            |
| 2022     | Флашинг Медоуз |           | Тврда   | Ига Свјонтек        | Унс Џабир           | 6–2, 7–6(5)         |
| 2023     | Флашинг Медоуз |           | Тврда   | Кори Гоф            | Арина Сабаленка     | 2–6, 6–3, 6–2       |
| 2024     | Флашинг Медоуз |           | Тврда   | Арина Сабаленка     | Џесика Пегула       | 7–5, 7–5            |

## Женске титуле по државама у „Опен ери“
| Држава               | Титуле | Прва | Последња |
| -------------------- | ------ | ---- | -------- |
| Сједињене Државе     | 26     | 1971 | 2023     |
| Немачка              | 6      | 1988 | 2016     |
| Белгија              | 5      | 2003 | 2010     |
| Аустралија           | 3      | 1969 | 1973     |
| СФРЈ *               | 2      | 1991 | 1992     |
| Русија               | 2      | 2004 | 2006     |
| Јапан                | 2      | 2018 | 2020     |
| Уједињено Краљевство | 2      | 1968 | 2021     |
| Чехословачка         | 1      | 1985 | 1985     |
| Аргентина            | 1      | 1990 | 1990     |
| Шпанија              | 1      | 1994 | 1994     |
| Швајцарска           | 1      | 1997 | 1997     |
| Италија              | 1      | 2015 | 2015     |
| Канада               | 1      | 2019 | 2019     |
| Пољска               | 1      | 2022 | 2022     |
| Белорусија           | 1      | 2024 | 2024     |

* Распадом Југославије титуле освојене 1991, 1992. приписују се
 Србији